# Codrești (Vrancea)
Codrești es una localidad rumana de la comuna de Ciorăști, en el condado de Vrancea.

## Historia
Hacia finales del siglo XIX la localidad, que por entonces pertenecía al antiguo distrito de Râmnicu Sărat, formaba ya parte de la comuna de Ciorăști y tenía contabilizada una población de 326 habitantes.
En la segunda mitad del siglo XX la localidad había pasado a formar parte del condado de Vrancea. En el censo de 2021 la localidad tenía una población de 254 habitantes.